# IC 4894
IC 4894 је спирална галаксија у сазвјежђу Телескоп која се налази на листи објеката дубоког неба у Индекс каталогу.
Деклинација објекта је - 51° 50' 48" а ректасцензија 19h 46m 58,8s. Привидна величина (магнитуда) објекта IC 4894 износи 13,8 а фотографска магнитуда 14,6. IC 4894 је још познат и под ознакама ESO 232-25, AM 1943-515, IRAS 19431-5158, PGC 63662.